# Controversia por el saludo de Elon Musk
La controversia por el saludo de Elon Musk surgió el 20 de enero de 2025 cuando, mientras hablaba en un mitin para celebrar la segunda toma de posesión del presidente estadounidense Donald Trump, el empresario y figura política Elon Musk hizo dos veces un saludo interpretado por algunos como el saludo nazi o el saludo romano fascista.
En su propia plataforma de redes sociales, X (anteriormente Twitter), Musk desestimó las acusaciones de simpatía nazi, las ridiculizó por estar politizadas, y las describió como un ataque «cansino». La Liga Antidifamación defendió a Musk y argumentó que el gesto no tenía ningún significado significativo, pero otras organizaciones judías han condenado el gesto. Varios partidos políticos europeos exigieron que se le prohibiera a Musk entrar en sus países. Grupos neonazis y supremacistas blancos celebraron los saludos.

## Inauguración, discurso y gestos
El 20 de enero de 2025 tuvo lugar la segunda toma de posesión de Donald Trump tras su victoria en las elecciones presidenciales de Estados Unidos de 2024. Mucha gente fue invitada, incluido Elon Musk. Musk influyó en la campaña de Trump como el segundo mayor donante. Trump lo designó para codirigir el Departamento de Eficiencia Gubernamental durante su segunda presidencia.
Después de la inauguración, Musk asistió a un acto de celebración en el Capital One Arena en Washington D. C., donde agradeció a los asistentes por votar por Trump. Musk saltó al escenario, comenzó a levantar las manos en el aire y luego empezó a bailar. Después de terminar de bailar, Musk colocó su mano sobre su corazón y extendió su brazo sobre su cabeza con la palma hacia abajo, haciendo un gesto de brazo recto. Luego se dio la vuelta y repitió el gesto al público que estaba detrás de él. Luego dijo: My heart goes out to you. It is thanks to you that the future of civilization is assured («Mi corazón está con ustedes. Es gracias a ustedes que el futuro de la civilización está asegurado»), después de terminar los gestos. Algunas publicaciones señalaron que en inglés My heart goes out to you («Mi corazón está con usted») es una frase que se usa típicamente para mostrar «tristeza o simpatía» por alguien, en lugar de una expresión de agradecimiento.

## Reacciones

### Estados Unidos

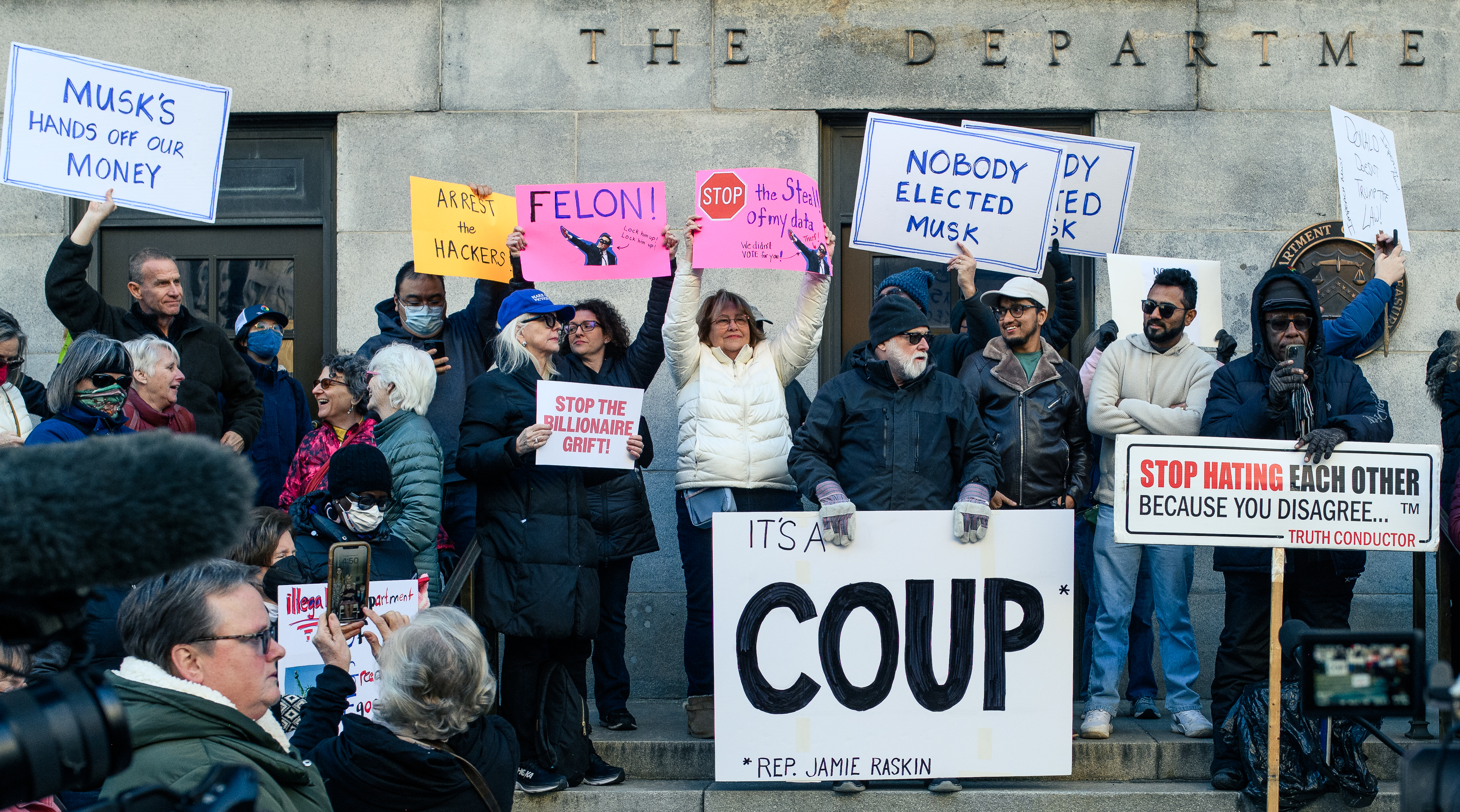
Protesta en el Departamento del Tesoro; en el centro se puede ver a dos mujeres sosteniendo carteles con el gesto de Musk, llamándolo delincuente y ladrón.

El incidente rápidamente provocó comparaciones en línea con el saludo nazi. Mientras observaba la manifestación, la presentadora de CNN, Erin Burnett, dijo que la acción fue «impresionante». Algunos comentaristas han atribuido el gesto al autodiagnóstico de Musk de síndrome de Asperger. Sin embargo, Musk nunca ha recibido un diagnóstico médico de autismo o síndrome de Asperger. Varias personas autistas y terapeutas entrevistados por el periodista James McNaney del Belfast Telegraph se han opuesto a la idea de que estar en el espectro autista haría que Musk hiciera este gesto. En un artículo para The New York Times, la jefa de la oficina de Berlín, Katrin Bennhold, escribió que «se parecía mucho al saludo utilizado en Alemania y la Italia fascista», pero que «comenzó a circular una sorprendente cantidad de interpretaciones diferentes», estableciendo también comparaciones con el saludo Bellamy. Scott Jennings, estratega político estadounidense y colaborador de CNN, condenó a los críticos que acusaron a Musk de hacer un saludo nazi. Afirmó que los críticos de Musk «están sufriendo una progresión del síndrome de trastorno de Trump». También se refirió a la controversia como una teoría conspirativa.

Un manifestante frente a una sala de exposición de Tesla se burla de Elon Musk llamándolo nazi.

La Liga Antidifamación salió en defensa de Musk, declarando en una publicación en X: «Parece que Elon Musk hizo un gesto incómodo en un momento de entusiasmo, no un saludo nazi». Sin embargo, el exdirector nacional de la ADL, Abraham Foxman, describió el gesto como un «saludo nazi de Heil Hitler». Aaron Astor, profesor de historia en el Maryville College de Tennessee, defendió la postura de la ADL sobre X, afirmando que «no era un saludo nazi». El Southern Poverty Law Center, una organización sin fines de lucro especializada en derechos civiles, lo calificó como un «aparente saludo nazi» y señaló que había «desatado una tormenta de controversia». Varios académicos con experiencia en extremismo han coincidido en describir el gesto como un saludo nazi. El Instituto Lemkin para la Prevención del Genocidio respondió al «saludo nazi» emitiendo una alerta roja por genocidio en los Estados Unidos.
Jerry Nadler, un congresista demócrata judío de Manhattan, calificó el gesto de antisemita. Alexandria Ocasio-Cortez, congresista demócrata progresista, condenó los gestos de Musk y lo acusó de nazismo. La congresista republicana Marjorie Taylor Greene defendió a Musk, acusando a los medios de comunicación de mentir sobre él y difundir «propaganda al servicio del Partido Demócrata». La representante republicana Elise Stefanik, nominada por Trump para servir como embajadora ante las Naciones Unidas, defendió a Musk en su audiencia de confirmación. En el programa de comedia de sketches nocturno Saturday Night Live, los miembros del elenco James Austin Johnson (como Trump) y Michael Che satirizaron el momento en la secuencia introductoria del programa y el segmento Weekend Update.

### Internacional
Benjamín Netanyahu, el primer ministro de Israel, defendió a Musk en X, afirmando que Musk «está siendo difamado falsamente» y llamándolo «un gran amigo de Israel». Tras el discurso de Musk, Andrea Stroppa, su representante en Italia, publicó una imagen suya en X con el texto: «El Imperio romano ha vuelto, empezando por el saludo romano». Posteriormente, eliminó la publicación, afirmando que Musk «es autista» y que solo estaba expresando sus sentimientos sin emular el fascismo. Una organización juvenil comunista italiana, Cambiare Rotta, colgó un muñeco de Musk boca abajo en la Plaza de Loreto, la plaza de Milán donde el cuerpo de Benito Mussolini fue colgado por partisanos después de ser ejecutado durante los últimos días de la Segunda Guerra Mundial. El periodista italiano Roberto Saviano atacó a Elon Musk en una publicación de Facebook, afirmando: «El final de todo esto será violento. Su caída será igual a la de aquellos a quienes históricamente se refiere con este gesto. Musk caerá a manos de aquellos a quienes ahora incita, alimentados por la misma violencia que él practica».
El partido alemán La Izquierda pidió que se le prohibiera a Musk entrar a Alemania, citando tanto los gestos como el apoyo anterior de Musk al partido de extrema derecha AfD de Alemania y su continua interferencia en la política europea. El Partido Verde de Austria también pidió una prohibición similar. El político verde austriaco Lukas Hammer llamó a los Ministerios del Interior y de Asuntos Exteriores a considerar la posibilidad de negar la entrada de Musk. Cuando se le preguntó sobre el incidente, el canciller alemán Olaf Scholz se limitó a afirmar que Europa no aceptará apoyo a posiciones de extrema derecha. Musk reaccionó a los comentarios en X burlándose de Scholz. El grupo activista británico anti-Brexit, Led By Donkeys, proyectó una imagen del gesto de Musk en la Fábrica Tesla de Berlín con la frase «Heil Tesla», y la usó en un video de YouTube sobre las opiniones políticas de Musk. Posteriormente, las fuerzas de seguridad alemanas iniciaron una investigación sobre la imagen proyectada por el grupo, afirmando que podría haber infringido las leyes alemanas sobre el uso de símbolos vinculados a organizaciones ilegales.
Yolanda Díaz, ministra de Trabajo española y miembro desde hace mucho tiempo del Partido Comunista de España, anunció que dejaría de usar X en respuesta al gesto. También acusó a Musk de convertir a X en un «mecanismo de propaganda». Aleksandr Lukashenko, presidente de Bielorrusia, condenó a Musk, declarando: «No pueden decir nada para justificarlo. Este es un saludo nazi abierto, los estadounidenses y el Sr. Musk simplemente lo han llevado demasiado lejos». Lukashenko también declaró: «¿Por qué subes al escenario y haces el saludo hitleriano frente a millones de personas? ¿Le estás haciendo algún bien a alguien? Nosotros, junto con los estadounidenses, luchamos contra eso. Es una locura». El presidente de Argentina, Javier Milei, defendió a Musk en la reunión del Foro Económico Mundial en la ciudad de Davos, declarando que su «querido amigo Musk» ha sido «injustamente vilipendiado por el 'wokeísmo' en las últimas horas por un gesto inocente que solo significa su gratitud al pueblo». También dijo que «foros como este han sido protagonistas y promotores de la siniestra agenda del 'wokeísmo' que tanto daño está haciendo a Occidente», refiriéndose al Foro Económico Mundial en Davos.

### Grupos judíos y sobrevivientes del Holocausto
Amy Spitalnick, directora ejecutiva del Consejo Judío para los Asuntos Públicos, argumentó que las acciones de Musk podrían dar a los extremistas «licencia» para actuar según sus ideologías violentas porque él es una figura pública prominente. Ella afirma que el saludo no es un gesto trivial o ambiguo, sino parte de un patrón preocupante en el comportamiento público de Musk. Por ejemplo, Musk ya había respaldado una publicación en su plataforma, X, en noviembre de 2023, afirmando que los judíos promueven el «odio contra los blancos» y apoyan la inmigración de «hordas de minorías». Esto, junto con su apoyo al partido de extrema derecha alemán Alternative für Deutschland (AfD), ha suscitado preocupaciones en Spitalnick sobre el papel de Musk en la normalización de opiniones antisemitas y extremistas. Argumentó que el comportamiento de Musk, incluido el saludo, debería verse como parte de un esfuerzo más amplio para normalizar los símbolos e ideologías fascistas, lo que a su vez hace que las comunidades marginadas, particularmente los judíos, sean menos seguras.
Michel Friedman, publicista franco-alemán y exvicepresidente del Consejo Central de los Judíos en Alemania, calificó los gestos de Musk como una «vergüenza» y dijo que Musk había demostrado que se había llegado a un «punto peligroso para todo el mundo libre». En Canadá, el sobreviviente del Holocausto David Moskovic declaró que estaba alarmado por el saludo de Musk. Una coalición de organizaciones judías en Estados Unidos y Canadá anunció que abandonarían X en respuesta al incidente. El mismo día de sus saludos, el 20 de enero de 2025, antes del Día Internacional de Conmemoración en Memoria de las Víctimas del Holocausto, Musk se dirigió a los asistentes a un mitin de la AfD por videoconferencia, donde afirmó que hay «demasiado enfoque en la culpa del pasado», sugiriendo que los niños no deberían ser considerados responsables de las acciones de sus antepasados y advirtió contra la «dilución» del pueblo alemán resultante del multiculturalismo. Según The New York Times, los comentarios de Musk fueron «un aparente esfuerzo por borrar la larga sombra de los nazis que ha influenciado a generaciones de alemanes a aislar a los partidos políticos extremistas de la vida pública».

### Otros
Numerosas figuras neonazis y nacionalistas blancas expresaron su apoyo a los gestos de Musk. Christopher Pohlhaus, líder del grupo neonazi Blood Tribe, publicó en Telegram: I don't care if this was a mistake. I'm going to enjoy the tears over it («No me importa si esto fue un error. Voy a disfrutar de las lágrimas por ello»). Andrew Torba, fundador de la plataforma de redes sociales de extrema derecha Gab, dijo: Incredible things are happening already lmao («Ya están sucediendo cosas increíbles jajaja»). Un capítulo de Proud Boys publicó un clip del video de Musk en su canal de Telegram con el texto: Hail Trump! («¡Salve Trump!»). El movimiento supremacista blanco White Lives Matter también reaccionó a los gestos de Musk en Telegram con el mensaje: Thanks for (sometimes) hearing us, Elon. The White Flame will rise again! («Gracias por (a veces) escucharnos, Elon. ¡La Llama Blanca se elevará de nuevo!»). Thomas Sewell, un neonazi australiano, publicó un video de los gestos de Musk, describiéndolo como un «momento de Poder Blanco de Donald Trump». Nick Fuentes, fundador del grupo nacionalista blanco Groypers, describió el gesto como straight up like 'Sieg Heil', like loving Hitler energy («directamente como 'Sieg Heil', como energía de amar a Hitler»). En el mes posterior al incidente, el rapero Kanye West hizo una serie de publicaciones controvertidas en Twitter que contenían varios comentarios antisemitas y pronazis, entre los que se encontraba una imagen subida del gesto de Musk con la leyenda heil Elon en mayúsculas. West dijo: Elon stole my Nazi swag at the inauguration («Elon me robó mi swag nazi en la inauguración»).
Muchos usuarios de X, la plataforma de redes sociales propiedad de Musk, criticaron el gesto, diciendo que se parecía a un saludo nazi. En respuesta a los gestos de Musk, muchos subreddits importantes en Reddit instituyeron nuevas reglas que prohíben los enlaces o capturas de pantalla de publicaciones X. Sam Kuffel, meteoróloga de CBS 58 en Milwaukee, fue despedida después de criticar el gesto en dos publicaciones de Instagram. La hija distanciada de Musk, Vivian Wilson, habló sobre el gesto de Musk y declaró: «Solo voy a decir que llamemos a las cosas por su nombre» en la plataforma Threads de Instagram el 21 de enero. El padre de Elon Musk, Errol, defendió a Musk, calificando las acusaciones contra Elon de «absoluto sinsentido» y «tonterías».

## Reacción de Musk a las críticas
Elon Musk respondió a las críticas sobre su saludo del 21 de enero en su cuenta de X, calificando de parciales a todos los medios de comunicación que lo criticaron. Escribió que «los medios tradicionales son pura propaganda», que «necesitan mejores trucos sucios» y que «el ataque de que "todos son Hitler" es muy cansino». Después de que los gestos fueran descritos como un «saludo nazi» en su página de Wikipedia, Musk reiteró sus críticas previas contra el sitio web, pidiendo su «desfinanciación». El 23 de enero, tres días después del incidente, Musk hizo una serie de juegos de palabras con temática nazi en las redes sociales como reacción a la controversia, que la Liga Antidifamación (después de defender previamente su comportamiento) calificó de «ofensivos» e «inapropiados». El periódico estadounidense The Hill afirmó que utilizó los juegos de palabras «para burlarse de quienes lo acusaron de hacer un saludo fascista».
El 29 de enero, Musk dijo que consideraría demandar a Tim Walz, gobernador de Minnesota, por acusarlo de hacer saludos nazis. Según los abogados de Musk, están dispuestos a presentar una demanda por difamación, buscando una compensación por lo que afirman que es una declaración engañosa y dañina. En una conversación con Joe Rogan en un pódcast publicado el 28 de febrero, Musk reiteró: «No soy nazi», y añadió: «Lo que es realmente malo de los nazis no fue su moda ni sus gestos, sino la guerra y el genocidio».

## Incidentes de imitación
El comentarista político británico Calvin Robinson pronunció un discurso en la Cumbre Nacional Pro-Vida en Washington D. C., que concluyó con él diciendo «mi corazón está con ustedes» y realizando un gesto que fue descrito como un «saludo pro-nazi» en una declaración publicada el mismo día por la Iglesia católica anglicana (ACC por sus siglas en inglés). El supuesto saludo nazi fue visto por los comentaristas como una imitación de las acciones de Musk. La iglesia anunció que la licencia de Robinson en su iglesia había sido revocada y ya no era sacerdote de la ACC, y todo el equipo editorial de su sitio web de noticias de juegos, God is a Geek, renunció en protesta.
Laura Smith, la supervisora del municipio de Towamencin en Pensilvania, renunció después de publicar un video de TikTok en el que aparecía replicando el gesto de Musk. Más tarde borró el vídeo.
Una agente inmobiliaria de San Antonio publicó un video en redes sociales imitando el saludo de Musk y diciendo: «Mi corazón está con ustedes». Su empleador, RD Realty Group, la despidió posteriormente y se refirió a ella por haber hecho un «gesto ofensivo».
El director ejecutivo de una empresa de construcción de Idaho se disculpó y luego renunció después de realizar el saludo durante una sketch en un evento de la empresa. Dijo que su actuación del saludo fue un «intento de humor y parodia» destinado a «imitar a Donald Trump y Elon Musk», y que «rechazaba cualquier asociación con grupos de odio».
Steve Bannon, quien anteriormente se desempeñó como estratega jefe y asesor principal de Donald Trump en 2017, pareció replicar el saludo de Musk durante un discurso en el CPAC 2025, provocando aplausos de la audiencia. A diferencia de Musk, Bannon no se llevó la mano al corazón ni dijo «mi corazón está con ustedes».